# Uliocnemis subornataria
Uliocnemis subornataria är en fjärilsart som beskrevs av Rothschild 1915. Uliocnemis subornataria ingår i släktet Uliocnemis och familjen mätare. Inga underarter finns listade i Catalogue of Life.